# Ливиньо
Ливи́ньо (итал. Livigno) — коммуна в Италии, в провинции Сондрио области Ломбардия.
Население составляет 5 326 человек (на 2004 г.), плотность населения составляет 24 чел./км². Занимает площадь 211 км². Почтовый индекс — 23030. Телефонный код — 0342.
В коммуне  8 сентября особо празднуется Рождество Пресвятой Богородицы. 
Ливиньо является центром горнолыжного курорта. Также Ливиньо является зоной беспошлинной торговли. 